# Aeschropteryx exiliata
Aeschropteryx exiliata là một loài bướm đêm trong họ Geometridae.